# Paolo De Castro
Paolo De Castro (né le 2 février 1958 à San Pietro Vernotico) est une personnalité politique italienne, membre du 2e gouvernement de Romano Prodi, dans lequel il est ministre des Politiques agricoles, alimentaires et forêts.
En avril 2008, il est élu sénateur sur les listes du Parti démocrate où il est vice-président de la Commission de l'Agriculture.
Pour les européennes, il est tête de liste du Parti démocrate pour la circonscription d'Italie méridionale en juin 2009.
Le 25 mai 2014 il est réélu député européen d'Italie de la 8e législature. Il devient alors membre de la Commission de l'agriculture et du développement rural.